# Pablo Morales (cestista)
Pablo Morales (Montevideo, 5 marzo 1979) è un ex cestista e allenatore di pallacanestro uruguaiano.

## Carriera
Con l'Uruguay ha disputato due edizioni dei Campionati americani (2003, 2005).